# Pehowa
Pehowa is een stad en gemeente in het district Kurukshetra van de Indiase staat Haryana. 

## Demografie
Volgens de Indiase volkstelling van 2001 wonen er 33.547 mensen in Pehowa, waarvan 53% mannelijk en 47% vrouwelijk is. De plaats heeft een alfabetiseringsgraad van 69%. 